# Lonesome Dove : Les Jeunes Années
Pour les articles homonymes, voir Lonesome Dove.
Lonesome Dove : Les Jeunes Années (Dead Man's Walk) est une mini-série américaine en trois parties de 90 minutes réalisée par Yves Simoneau, d'après le roman de Larry McMurtry et diffusée du 12 au 14 mai 1996 sur le réseau ABC.
Il s'agit de la quatrième série dérivée de l'univers de Lonesome Dove ; en effet, l'ont déjà précédées : Lonesome Dove (1989), Lonesome Dove : La Loi des justes (1993) et Lonesome Dove : Le Crépuscule (1995). Comanche Moon sortira douze ans plus tard, en 2008, et est à ce jour la dernière série dérivée de l'œuvre de Larry McMurtry.
En France, l'intégrale des quatre premières saisons est disponible pour la première fois en coffret depuis le 23 février 2012 .

## Synopsis
L'histoire de Lonesome Dove est désormais bien connue... Mais que s'est il passé avant, dans la jeunesse de McCrae et Call ? Voici l'occasion de lever le voile sur les jeunes années des deux héros !
Augustus "Gus" McCrae (David Arquette) et Woodrow F. Call (Jonny Lee Miller) viennent de s'engager au sein des Texas Rangers : jeunes et téméraires, ils sont frénétiquement en quête d'aventures. Durant l'une de leurs missions, à Santa Fe, ils devront traverser un désert mortel, affronter le chef indien Buffalo Hump et s'opposer à une rébellion mexicaine. Un périple mouvementé et dangereux, qui se complique encore lorsque Gus rencontre la belle Clara (Jennifer Garner)...

## Fiche technique
- Réalisation : Yves Simoneau

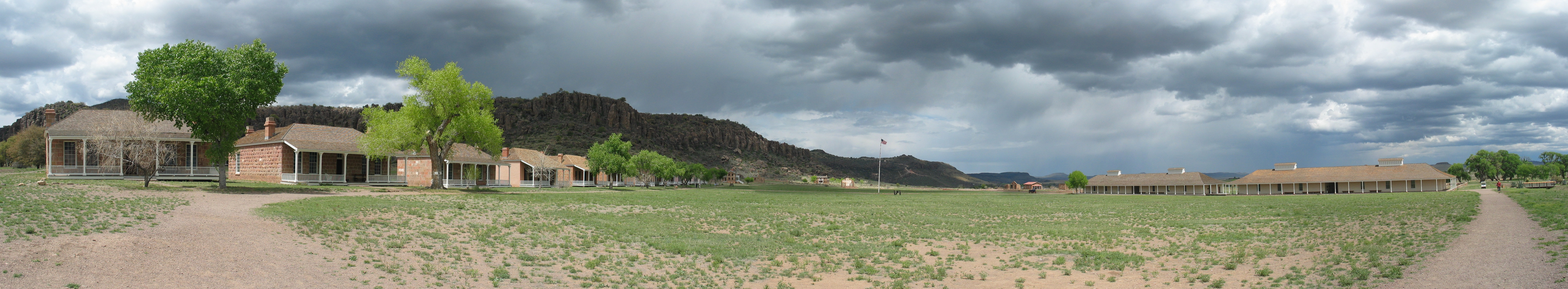
Panorama de Fort Davis, l'un des lieux de tournage de la mini-série.

- Scénario : Diana Ossana et Larry McMurtry, d'après le roman de ce dernier
- Musique : David Bell
- Production : Suzanne De Passe, Frank Q. Dobbs, Robert Halmi Jr., Larry Levinson, Joe Lunne, Larry McMurtry et Diana Ossana
- Sociétés de production : De Passe Entertainment, Hallmark Entertainment, Larry Levinson Productions, RHI Entertainment et Saria Company
- Lieux de tournage : Alpine, Fort Davis, Lajitas et Van Horn (Texas)
- Pays d'origine :  États-Unis
- Langue : anglais
- Classification :
  - France : Tous Publics

## Distribution
- David Arquette : Augustus McCrae
- Jonny Lee Miller : Woodrow F. Call
- Keith Carradine : Bigfoot Wallace
- Brian Dennehy : Randall Chevallie
- F. Murray Abraham : Colonel Caleb Cobb
- Patricia Childress : Matilda Jane « Mattie » Roberts
- Edward James Olmos : Capitaine Salazar
- Eric Schweig : Buffalo Hump
- Harry Dean Stanton : Shadrach
- Ray McKinnon : Long Bill Coleman
- Jennifer Garner : Clara Forsythe
- Tim Blake Nelson : Johnny Carthage
- Alastair Duncan : Capitaine Billy Falconer
- Kieran Mulroney : Jimmy Tweed
- Joaquim de Almeida : Major Laroche
- Bart l'ours